# Новомакаровское сельское поселение
Новомакаровское сельское поселение — муниципальное образование в Грибановском районе Воронежской области.
Административный центр — село Новомакарово.

## История
В с. Новомакарово находится Свято-Серафимо-Саровский мужской монастырь.

## Административное деление
Состав поселения:
- село Новомакарово,
- поселок Новая Жизнь.